# Robbie Russo
Robbie Russo (né le 15 février 1993 à Westmont, dans l'état de Illinoisau États-Unis) est un joueur professionnel américain de hockey sur glace.

## Carrière en club
En 2010, il commence sa carrière avec l'USA Hockey dans la USHL. Il est choisi au cours du repêchage d'entrée 2011 dans la Ligue nationale de hockey par les Islanders de New York en 4e ronde, en 95e position. Il passe professionnel avec les Griffins de Grand Rapids dans la Ligue américaine de hockey en 2015.

## Transactions en Carrières
- Le 24 juin 2018, il est échangé aux Coyotes de l'Arizona par les Red Wings de Détroit en retour d'un choix conditionnel de 7e ronde au repêchage d'entrée 2019.

## Statistiques
| Saison    | Équipe                       | Ligue |                   | Saison régulière  | Saison régulière  | Saison régulière  | Saison régulière  | Saison régulière  |                   | Séries éliminatoires | Séries éliminatoires | Séries éliminatoires | Séries éliminatoires | Séries éliminatoires |
| Saison    | Équipe                       | Ligue | PJ                | B                 | A                 | Pts               | Pun               | PJ                | B                 | A                    | Pts                  | Pun                  |                      |                      |
| 2009-2010 | USA Hockey                   | USHL  | 34                | 3                 | 17                | 20                | 36                | -                 | -                 | -                    | -                    | -                    |                      |                      |
| 2010-2011 | USA Hockey                   | USHL  | 24                | 0                 | 6                 | 6                 | 11                | -                 | -                 | -                    | -                    | -                    |                      |                      |
| 2011-2012 | Fighting Irish de Notre-Dame | CCHA  | 40                | 4                 | 11                | 15                | 14                | -                 | -                 | -                    | -                    | -                    |                      |                      |
| 2012-2013 | Fighting Irish de Notre-Dame | CCHA  | 41                | 5                 | 18                | 23                | 40                | -                 | -                 | -                    | -                    | -                    |                      |                      |
| 2013-2014 | Fighting Irish de Notre-Dame | HE    | 21                | 4                 | 11                | 15                | 8                 | -                 | -                 | -                    | -                    | -                    |                      |                      |
| 2014-2015 | Fighting Irish de Notre-Dame | HE    | 40                | 15                | 26                | 41                | 20                | -                 | -                 | -                    | -                    | -                    |                      |                      |
| 2015-2016 | Griffins de Grand Rapids     | LAH   | 71                | 5                 | 34                | 39                | 42                | 9                 | 1                 | 4                    | 5                    | 9                    |                      |                      |
| 2016-2017 | Griffins de Grand Rapids     | LAH   | 58                | 7                 | 25                | 32                | 37                | 19                | 0                 | 7                    | 7                    | 22                   |                      |                      |
| 2016-2017 | Red Wings de Détroit         | LNH   | 19                | 0                 | 0                 | 0                 | 2                 | -                 | -                 | -                    | -                    | -                    |                      |                      |
| 2017-2018 | Griffins de Grand Rapids     | LAH   | 75                | 9                 | 23                | 32                | 81                | 5                 | 0                 | 1                    | 1                    | 0                    |                      |                      |
| 2018-2019 | Roadrunners de Tucson        | LAH   | 67                | 6                 | 33                | 39                | 32                | -                 | -                 | -                    | -                    | -                    |                      |                      |
| 2019-2020 | Roadrunners de Tucson        | LAH   | 53                | 2                 | 17                | 19                | 35                | -                 | -                 | -                    | -                    | -                    |                      |                      |
| 2020-2021 | Barracuda de San José        | LAH   | 34                | 2                 | 13                | 15                | 14                | 4                 | 0                 | 1                    | 1                    | 0                    |                      |                      |
| 2021-2022 | Comets d'Utica               | LAH   | 70                | 3                 | 32                | 35                | 21                | 4                 | 2                 | 2                    | 4                    | 6                    |                      |                      |
| 2022-2023 | Comets d'Utica               | LAH   | 76                | 6                 | 22                | 28                | 20                | 6                 | 0                 | 4                    | 4                    | 0                    |                      |                      |
| 2023-2024 | Comets d'Utica               | LAH   | Saison en cours ? | Saison en cours ? | Saison en cours ? | Saison en cours ? | Saison en cours ? | Saison en cours ? | Saison en cours ? | Saison en cours ?    | Saison en cours ?    | Saison en cours ?    |                      |                      |

## Trophées et distinctions

### Ligue américaine de hockey
- Il remporte la Coupe Calder avec les Griffins de Grand Rapids en 2016-2017.
- Il participe au match des étoiles en 2016-2017.